# Nidal Fathi Rabah Farhat
Niḍāl Fatḥī Rabāḥ Farḥāt (in arabo نضال فتحي رباح فرحات‎?; 8 aprile 1971 – 16 febbraio 2003) è stato un ingegnere militare palestinese.
Tecnico meccanico, artefice del razzo artigianale Qassām, ampiamente usato contro Israele dalle Brigate ʿIzz al-Dīn al-Qassām di Ḥamās, fu arrestato dopo la prima Intifada a seguito della morte dell'allora comandante supremo Imad Aqel, che aveva sposato una sua sorella e che era stato assassinato mentre era nascosto a casa sua.

Dopo aver trascorso tre anni nelle prigioni israeliane, fu rilasciato e poté tornare a Gaza.
All'inizio nel 2000 della Seconda intifada, o Intifada al-Aqsa, Farḥāt aderì ufficialmente alle Brigate ʿIzz al-Dīn al-Qassām e divenne immediatamente un membro attivo dell'organizzazione palestinese, pianificando e portando a compimento numerose operazioni terroristiche, inclusi attacchi con mortaio contro gli insediamenti edificati dalle autorità israeliane nelle vicinanze della Striscia di Gaza.

Nel 2001, Farḥāt, dopo vari mesi di lavoro, produsse il primo prototipo del razzo Qassām e lo presentò al comandante delle Brigate ʿIzz al-Dīn al-Qassām, Salah Shahada e a Adnan al-Ghul. Assieme ad al-Ghul, Farḥāt lavorò poi allo sviluppo di una versione migliorata del Qassām, il "Qassām 2". I militanti di Hamas usarono molto il Qassām 2 dopo il 2002 per attaccare gli insediamenti israeliani e le cittadine che Israele aveva voluto costruire nei pressi della Striscia, provocando la morte di 6 israeliani, tutti (salvo uno) residenti a Sderot. In un triennio i razzi lanciati furono alcune centinaia.
Farḥāt lavorò anche come artificiere, rifornendo le Brigate ʿIzz al-Dīn al-Qassām con altri ordigni, come il lanciarazzi artigianale Al-Bana e il Batăr. Operò anche sotto la direzione di Salama Hamad sulla progettazione di un drone in grado di volare sopra gli insediamenti e bombardarli con maggior precisione dei Qassām, notoriamente non dotati di alcun sistema di guida e dunque particolarmente imprecisi. Il 16 febbraio 2003, Faraḥāt era intento al lavoro con alcuni altri militanti su componenti da poco acquisite e in vista della costruzione di un drone, quando uno di costoro, che indossava un ordigno esplosivo, saltò in aria. L'ordigno uccise Farḥāt e altri cinque dei presenti.
Il fratello minore di Farḥāt, Muḥammad, morì il 7 marzo 2002, quando attaccò un'accademia militare nell'insediamento israeliano di Azmona, in cui trovarono la morte 5 giovani abitanti dell'insediamento. Farwad Farḥāt, un altro loro fratello, sospettato di stare per condurre a termine un attacco contro Israele, fu ucciso con un "omicidio mirato" condotto da un aereo dell'IDF, che centrò con razzi aria-terra la sua autovettura a sud di Madīnat Ghazza (chiamata all'anglosassone "Gaza City"). Altri tre loro fratelli sono ancora in vita: uno in un carcere israeliano dal 1992, e altri due, Wessam Farḥāt e Mo'men Farḥāt nella Striscia di Gaza, dove svolgono ruoli di spicco nelle Brigate ʿIzz al-Dīn al-Qassām. L'ultimo ha subito serie ferite a una mano mentre combatteva contro le forze israeliane durante un'incursione a Madīnat Ghazza nel 2003.

Infine la madre di Nidal, Maryam Farḥāt, nota come Umm Niḍāl, è stata eletta al parlamento palestinese dominato da Hamas, a seguito della tornata elettorale legislativa del 26 gennaio 2006.